# كود فورسيز
كود فورسيز (بالإنجليزية: Codeforces)‏ هو موقع ويب يستضيف مسابقات برمجة تنافسية، تتم صيانته من قبل مجموعة من المبرمجين التنافسيين من جامعة ITMO بقيادة ميخائيل ميرزيانوف.

## تاريخ كود فورسيز
منذ عام 2013، تدعي كود فورسيز أنها تتفوق على توب كودر من حيث المتسابقين النشطين.
اعتبارًا من 2018، كود فورسيز لديها أكثر من 600000 مستخدم مسجل.
عقدت جولة كود فورسيز الأولى في 19 فبراير 2010 بمشاركة 175 مشاركًا.
اعتبارًا من نهاية يوليو 2019، تم إجراء أكثر من 650 جولة، مع أكثر من 9000 متسابق مسجل في كل جولة في المتوسط. قبل عام 2012، كانت جولات كود فورسيز تسمى «جولات كود فورسيز بيتا» للإشارة إلى أن النظام لا يزال قيد التطوير.

## ملخص المسابقات
تُستخدم منصة كود فورسيز عادةً عند التحضير لمسابقات البرمجة التنافسية وهي تقدم الميزات التالية:
- مسابقات قصيرة (ساعتان)، تسمى «جولات كود فورسيز»، تقام مرة واحدة في الأسبوع تقريبًا
- مسابقات تعليمية (2-2.5 ساعة، مع 24 ساعة فترة قرصنة) تقام 2-3 مرات في الشهر؛
- تحدي / اختراق حلول المتسابقين الآخرين.
- حل المشاكل من المسابقات السابقة لأغراض التدريب.
- ميزة «المضلع» لإنشاء المشكلات واختبارها.
- التواصل الاجتماعي من خلال المدونات العامة الداخلية.

## نظام التصنيف
يتم تصنيف المتسابقين بواسطة نظام مشابه لنظام تصنيف إيلو.
يتم تقسيم المتسابقين إلى رتب بناءً على تصنيفاتهم. منذ مايو 2018.
| حدود التصنيف | عنوان                | قسم |
| ------------ | -------------------- | --- |
| ≥ 3000       | جراند ماستر الأسطوري | 1   |
| 2600 — 2999  | جراند ماستر الدولية  | 1   |
| 2400 — 2599  | جراند ماستر          | 1   |
| 2300 — 2399  | ماستر دولي           | 1   |
| 2100 — 2299  | ماستر                | 1   |
| 1900 — 2099  | المرشح الرئيسي       | 1/2 |
| 1600 — 1899  | خبير                 | 2   |
| 1400 — 1599  | متخصص                | 2/3 |
| 1200 — 1399  | تلميذ                | 2/3 |
| ≤ 1199       | مبتدئ                | 2/3 |

## الاستخدام الأكاديمي
يوصى العديد من الجامعات باستخدام كود فورسيز، وفقا لدانيال سليتور، أستاذ علوم الكمبيوتر في جامعة كارنيجي ميلون، فإن البرمجة التنافسية ذات قيمة في تعليم علوم الكمبيوتر، لأن المنافسين يتعلمون كيفية تكييف الخوارزميات الكلاسيكية مع المشاكل الجديدة، وبالتالي تحسين فهمهم للمفاهيم الخوارزمية، وقد استخدم مشاكل كود فورسيز في صفه، 15-295 : برمجة المنافسة وحل المشاكل.